# Maślice

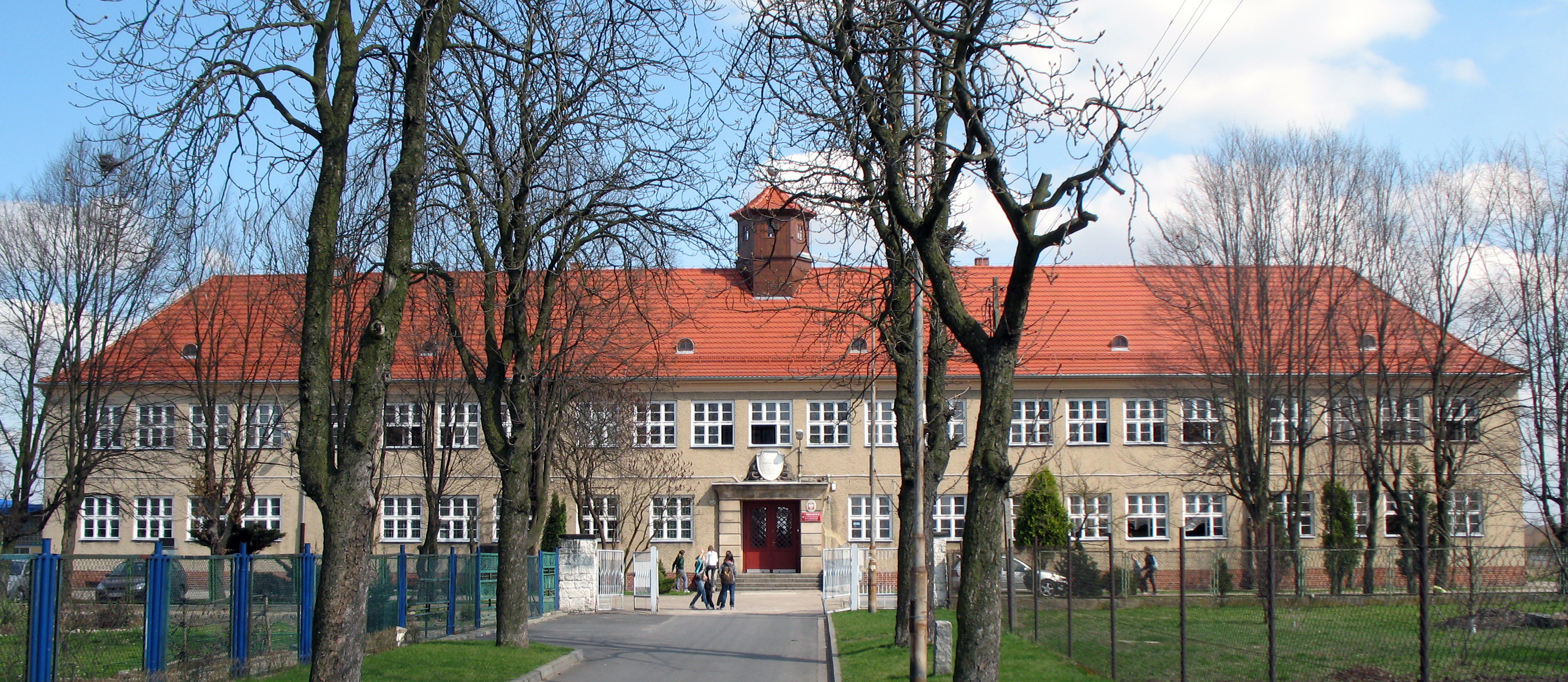
Byłe Gimnazjum nr 22, obecnie budynek Szkoły Podstawowej nr 26

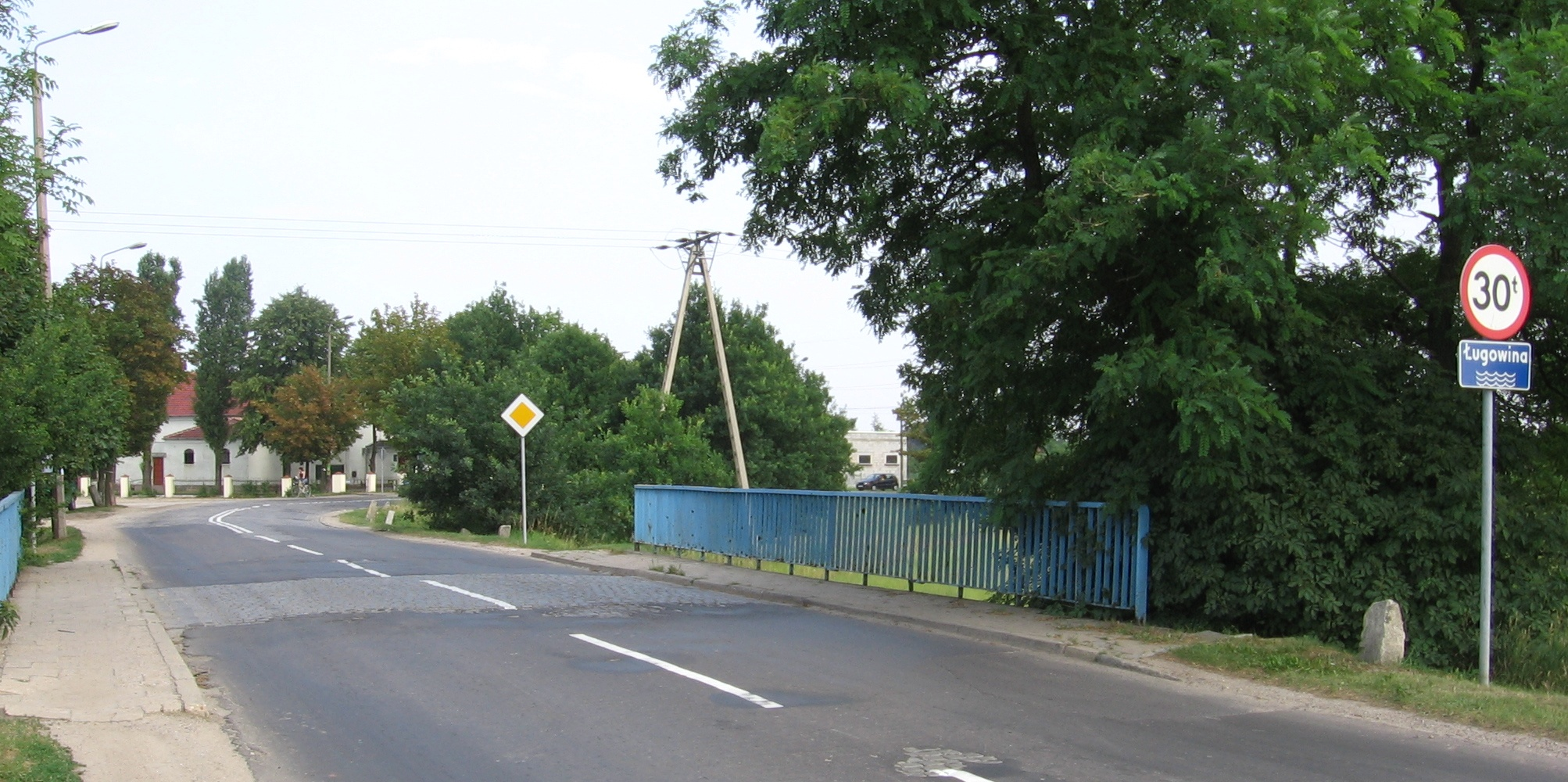
most przez strumień Ługowina

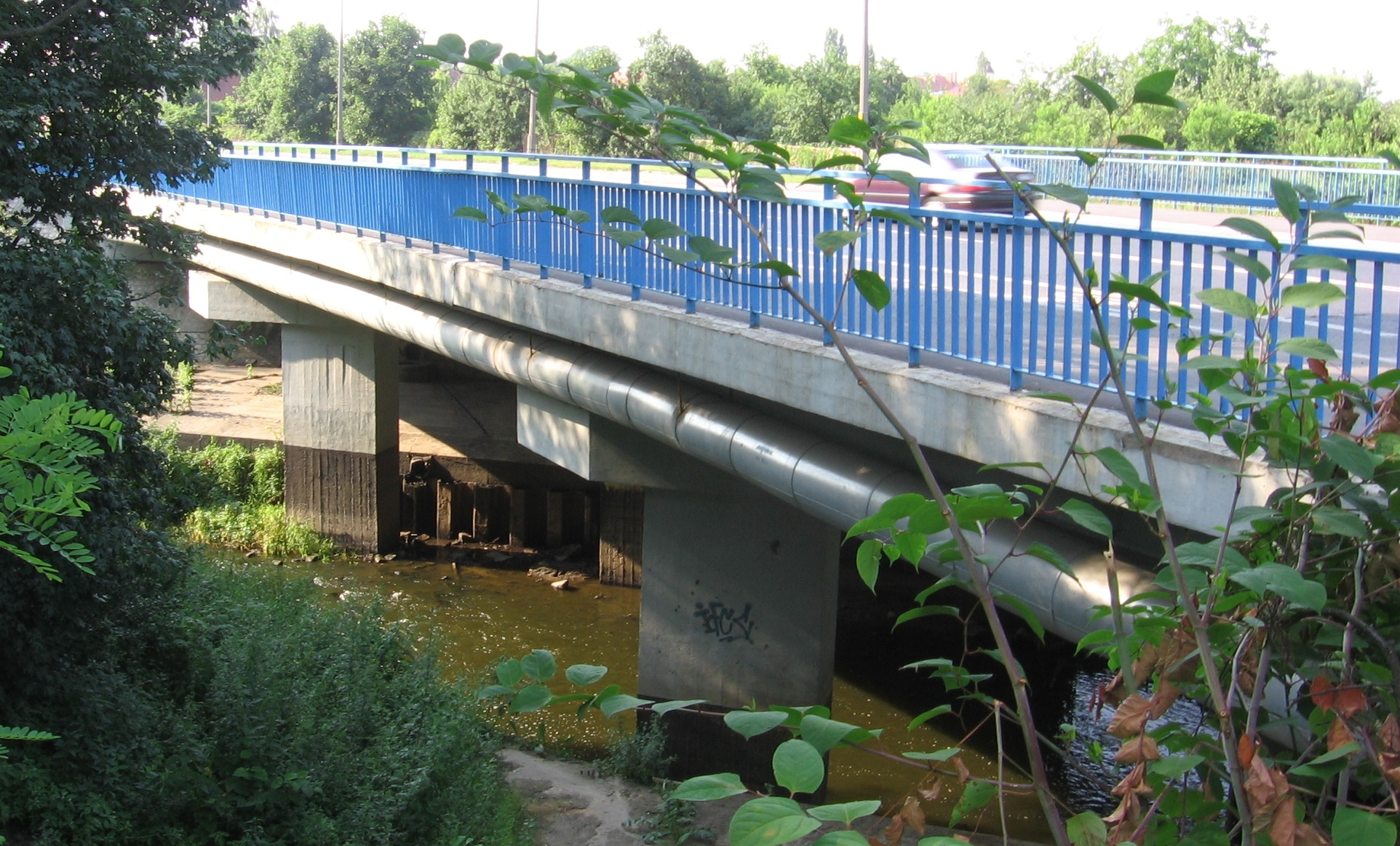
Most Maślicki przez Ślęzę

Maślice (do 1945 niem. Masselwitz) – osiedle administracyjne Wrocławia utworzone na terenie byłej dzielnicy Fabryczna.

## Nazwa
Heinrich Adamy w swoim dziele o nazwach miejscowości na Śląsku wydanym w 1888 roku we Wrocławiu jako najstarszą nazwę miejscowości wymienia Maslic, podając jej znaczenie „Butterdorf”, czyli w języku polskim „Maślana wieś lub wieś masła”. Nazwa wsi została później fonetycznie zgermanizowana na Masselwitz i utraciła swoje pierwotne znaczenie.
W księdze łacińskiej Liber fundationis episcopatus Vratislaviensis (pol. Księga uposażeń biskupstwa wrocławskiego), spisanej za czasów biskupa Henryka z Wierzbna w latach 1295–1305, miejscowość wymieniona jest w zgermanizowanej formie Maslitz.

## Historia
Wieś o nazwie Maslec (od przezwiska Masło) pierwszy raz jest wzmiankowana w 1193.  W 1630 pojawia się pierwsza informacja o podziale na Maślice Wielkie i Maślice Małe.
Osiedle dzieli się na dwie części:
- liczniej zaludnione Maślice Małe (na południe od linii ul. Potokowej);
- Maślice Wielkie na północ od tej linii.

Na wschód od Maślic płynie rzeka Odra i rozciąga się Las Pilczycki, na zachód biegnie linia kolejowa oddzielająca osiedle od Stabłowic, na południe od Maślic Małych znajdują się Pilczyce, a na północ od Maślic Wielkich, za wysypiskiem, znajdują się Pracze Odrzańskie.
Na terenie Maślic znajduje się Szkoła Podstawowa nr 26 im. Piastów Śląskich (Maślice Małe), ul. Lubelska 95B (w związku z budową Autostradowej Obwodnicy Wrocławia szkoła została przeniesiona z poprzedniej lokalizacji przy ul. Maślickiej 37) i siedziba Rady Osiedla Maślice.

## Komunikacja miejska
Maślice są połączone z innymi osiedlami za pomocą linii autobusowych, obsługiwanych przez MPK Wrocław.